# Спорт в СССР (журнал)
«Спорт в СССР» — ежемесячный иллюстрированный журнал о спорте, приложение к журналу «Советский Союз», издававшийся издательством «Правда» в 1963—1991 годах на русском, венгерском, английском (ISSN: 0038-7908), испанском, немецком и французском языках и распространявшийся в СССР и за рубежом.
Журнал публиковал статьи о физической культуре и спорте в СССР, о советских и зарубежных спортсменах, олимпийском движении, спортивных событиях. Рубрики журнала:
- «Практические советы» — о видах спорта (напр. в 1989 г. о волейбольной площадке)
- «Лидеры» — о спортсмене (в 1989 г. — о Сю Яньмэй, Дражене Петровиче)
- «Читатель—Журнал—Читатель» — письма читателей и ответы редакции на них
- «Международная панорама. Хроника и проблемы» — о спорте в мире и его проблемах
- «Интервью номера» — интервью спортсменов (напр., в 1989 г. — с Дмитрием Билозерчевым, Владимиром Сальниковым)
- «Стоп—факт» — краткая хроника спортивных событий в СССР и за рубежом

В декабре 1989 года журнал, оставаясь приложением к журналу «Советский Союз», стал называться «Спорт в СССР и в мире», подписной индекс остался прежним (70901), но поменялся ISSN (на 0236-2619) и вместо венгерского добавился язык хинди. Под этим названием до 1991 года вышло 16 номеров, после чего журнал перестал издаваться.